# Masdar City

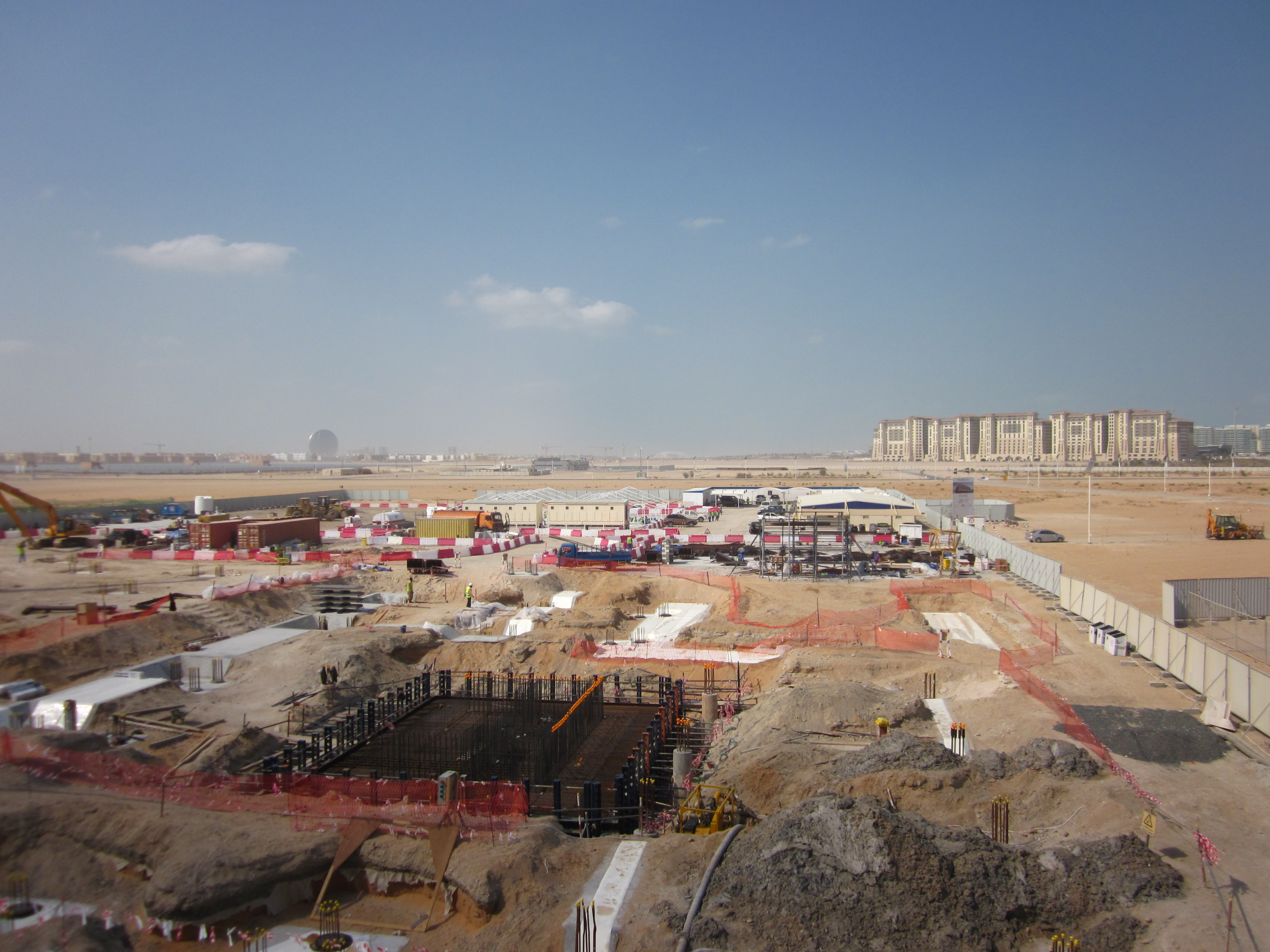
Baustelle 2012

Masdar City (arabisch مصدر, DMG Maṣdar ‚Quelle“ oder „Ursprung‘) ist ein ursprünglich im Zug der Weltfinanzkrise 2007–2008 unterbrochenes Stadtbauprojekt in den Vereinigten Arabischen Emiraten (VAE). Sein Kern ist eine Ökosiedlung im Emirat Abu Dhabi. Mit dem Bau wurde im Februar 2008 begonnen; die Internationale Organisation für erneuerbare Energien (IRENA) hat dort ihren Hauptsitz.

## Konzept der Ökostadt
Das als „CO2-neutrale Wissenschaftsstadt“ angekündigte Vorhaben soll vollständig durch erneuerbare Energien versorgt werden. So wird zum Beispiel die Wasserversorgung mit solarbetriebenen Entsalzungsanlagen geplant. Insgesamt soll es nur noch einen Energieaufwand von 25 Prozent pro Kopf verglichen mit dem heutigen Verbrauch geben. Zudem wird die ganze Stadt nach einer strengen Nachhaltigkeitsleitlinie ausgerichtet, sodass sie CO2-emissionslos und durch konsequentes Recycling nahezu abfallfrei sein wird. Frischluftkorridore und Parkanlagen sollen die Bauflächen durchziehen und die Temperatur im Vergleich zur Stadt Abu Dhabi drastisch senken.
Masdar wird etwa 30 Kilometer östlich der Hauptstadt Abu Dhabi errichtet, westlich an den Abu Dhabi International Airport angrenzend. Das Mega-Projekt auf einer Fläche von sechs Quadratkilometern wird auf 47.500 Einwohner und rund 1500 Firmen und Institute aus dem Ökologiesektor ausgelegt und kein Punkt im Stadtgebiet soll mehr als 200 Meter von einer Haltestelle der öffentlichen Verkehrsmittel entfernt sein.
Die Initiative wird von der Abu Dhabi Future Energy Company (ADFEC) und Scheich Muhammad bin Zayid Al Nahyan angeführt. Initiiert im Jahre 2006, wurde das Projekt für einen Erstbezug ab 2016 geplant.
Im Frühjahr 2010 wurde jedoch in diversen Medien erstmals über zeitliche Verzögerungen und finanzielle Probleme berichtet. Die Bauarbeiten hatten an Tempo und Zielstrebigkeit verloren, mit einer Fertigstellung wurde nicht vor 2020 gerechnet. Im Jahr 2016 wurde die Fertigstellung für 2030 erwartet. Mit Stand vom März 2024 wohnen rund 3000 Menschen in Masdar City.

## Forschungs- und Entwicklungsort

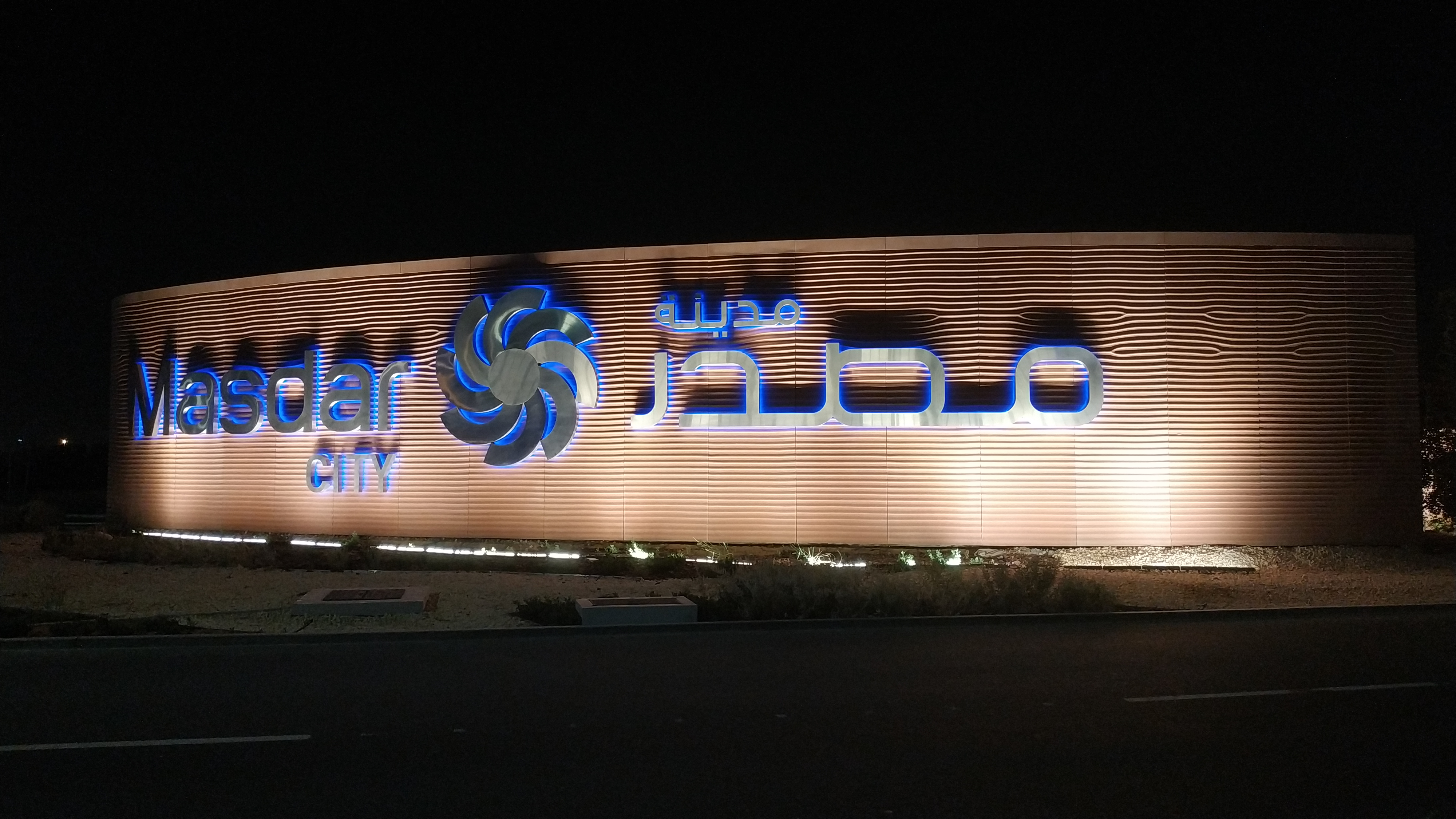
„Masdar City“ mit dem Logo der Fa. MASDAR (März 2022)

Die Planstadt soll auch Standort einer neuen Universität, des Masdar Institute of Science and Technology, sein. Es soll die erste Hochschule der Welt sein, die sich ausschließlich dem Komplex der ökologischen Nachhaltigkeit auf Basis der erneuerbaren Energien widmet. Seit 2009 werden bereits erste Einrichtungen der Hochschule bezogen, ein Drittel der Studenten wird im Masdar-Gebiet wohnen und in die Stadtplanung und Bauausführung im Rahmen ihrer Studienprogramme praktisch eingebunden sein. Man rechnet auch damit, dass die in und um Masdar niedergelassenen Firmen und deren Institute im Verlauf der Bauprojekte neuartige Erfahrungen sammeln, besondere technologische Verfahren anwenden müssen oder so neues ökologisch nutzbares Wissen generieren, das sie auf dem wachsenden Weltmarkt für nachhaltige Systeme vermarkten können.
Es ist der erklärte Wille der Masdar-Initiatoren, mit dieser Musterurbanisierung zu demonstrieren, dass dem in den Vereinigten Arabischen Emiraten sehr hohen Energieverbrauch entgegengewirkt werden kann. Masdar City soll durch ein eigenes Solarkraftwerk und einen Kranz von Windkrafträdern weitgehend eigenständig sein.
Die Planung Masdars wird von Foster + Partners aus dem Vereinigten Königreich geleistet. An der Konzeption und dem Bau sind schon heute viele Firmen und Institute aus aller Welt beteiligt, wie beispielsweise das Massachusetts Institute of Technology, General Electric, Siemens (Forschungszentrum Naher Osten mit ca. 2000 Arbeitsplätzen), BP, Shell, Mitsubishi, Rolls-Royce, Total, Mitsui, Fiat, BASF, RWTH Aachen, Bosch Solar Energy (vormals ersol Solar Energy) und Conergy. Die Kosten des Projekts werden mit 22 Milliarden US-Dollar beziffert.
Die Idee der Ökostadt ist den traditionellen arabischen Siedlungen abgeschaut: Wo wenig Sonne eindringen kann, bleibt das Klima erträglich. Die eng gestellte, schattenspendende Bauweise kann vermeiden, was allen modernen Hochbauten in warmen Zonen zum Verhängnis wird: Sie müssen mit riesigem Energieaufwand heruntergekühlt werden. Außerdem glauben die Initiatoren, dass die niedrige Gassenbauweise trotz aller moderner Technik dem menschlichen Bedürfnis nach einem öffentlichen Raum mit persönlicher Kommunikation am besten entspricht. Die neuartige Architektur vieler Bereiche der Stadt, die zum Teil vom Stararchitekten Norman Foster entworfen wurde, zeichnet sich durch eine teilweise organisch geformte Ästhetik aus. Darüber hinaus soll die bewährte lokale Idee der Kühlung durch Windtürme in modernisierter Form aufleben: Einige große Gebäude werden um riesige Modern Wind Towers herum gruppiert, kombiniert mit verschiedenen ökologischen Energiegewinnungstechniken.
Es soll in dem Projekt auch um die großangelegte Herstellung einer Laborsituation zur Klärung der Frage gehen, ob der Mensch grundsätzlich in der Lage ist, sich auf die ökologischen Erfordernisse einzustellen, oder ob er sich der nachhaltigen Lebensweise verweigert. Da alle umweltbelastenden Faktoren aus Masdar verbannt werden sollen, wird es keine mit fossilen Brennstoffen betriebenen Fahrzeuge im Inneren der Siedlung geben – diese müssen vor den Mauern Masdars geparkt und die Reise mit auf Nachhaltigkeit ausgelegten öffentlichen Verkehrsmitteln fortgesetzt werden.

## Verkehr

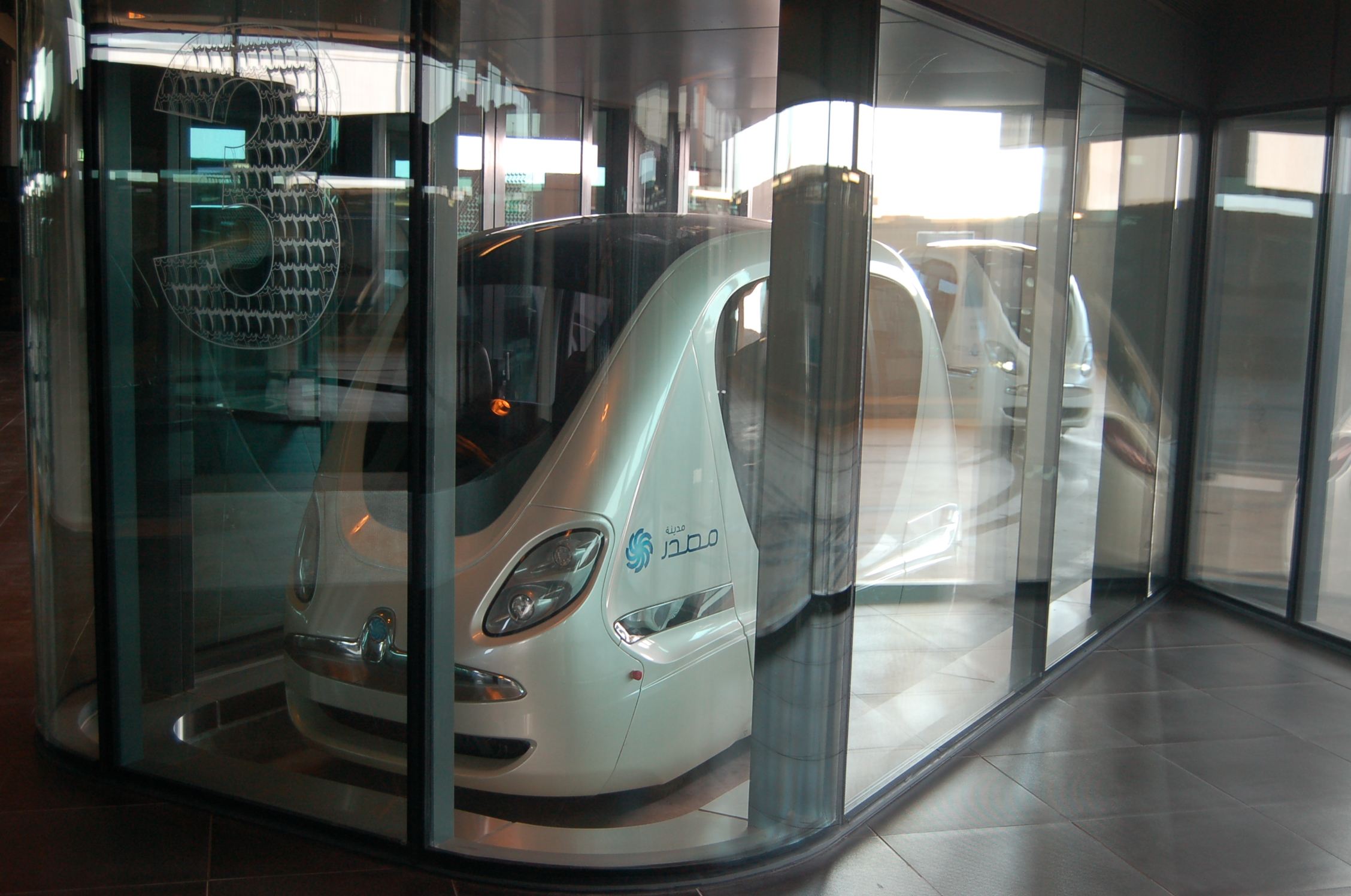
Station für führerlose Kabinenfahrzeuge

Der reibungslose Verkehr in der Musterstadt ist mit verschiedenen, aufeinander abgestimmten öffentlichen Verkehrsmitteln geplant, die jeweils einer Ebene zugeordnet sind. Im Untergrund von Masdar und zwei weiteren Stadtteilen von Abu Dhabi werden lokal sogenannte Personal-Rapid-Transit-Netze (PRT-Netze) der niederländischen Firma 2getthere installiert. Hier handelt es sich um einen elektrisch motorisierten Individualverkehr, bei dem der Nutzer in einer automatisierten Kabine, ohne zu warten, an sein selbst bestimmtes Ziel gelangt. Seit August 2011 wird mit zehn Kabinen das System unter Masdar City erprobt, allerdings mit nur 2 Stationen. Auch der Einsatz zum gesonderten Frachttransport ist im Programm. Die Kabinen werden an mit Trenntüren gesicherten Haltestellen bestiegen bzw. beladen und bewegen sich über bodengleiche Leitschwellen mit bis zu 40 km/h im Verkehrsdeck.
Masdar wird damit weltweit die erste Stadt sein, die ein PRT-Netz für eine autofreie Stadt einsetzt. Auf den (erdgeschossigen) Straßen, dem Podium Level, sind keine Pkw erlaubt. Sie sind nur für Fußgänger und Fahrradfahrer vorgesehen. In einer höheren Ebene ist eine Hochbahn (Light Rail Transit, LRT) geplant, die Masdar mit anderen Stadtteilen und dem Flughafen verbindet. Des Weiteren ist unter der Ebene des PRT noch eine Regionalbahn geplant.
Seit 2018 wurde jedoch der Bau von Straßen sowie Tiefgaragen in Masdarcity begonnen. Auch der flächendeckend geplante Ausbau des PRT-Systems wurde beendet. Es gibt in der Stadt lediglich 2 Stationen und die gesamte Strecke des PRT-Netzes beträgt nur 1,4 Kilometer. Damit bleibt es wohl auch in Zukunft nur eine Wunschvorstellung.

## Baufortschritt, ökonomische Rahmenbedingungen

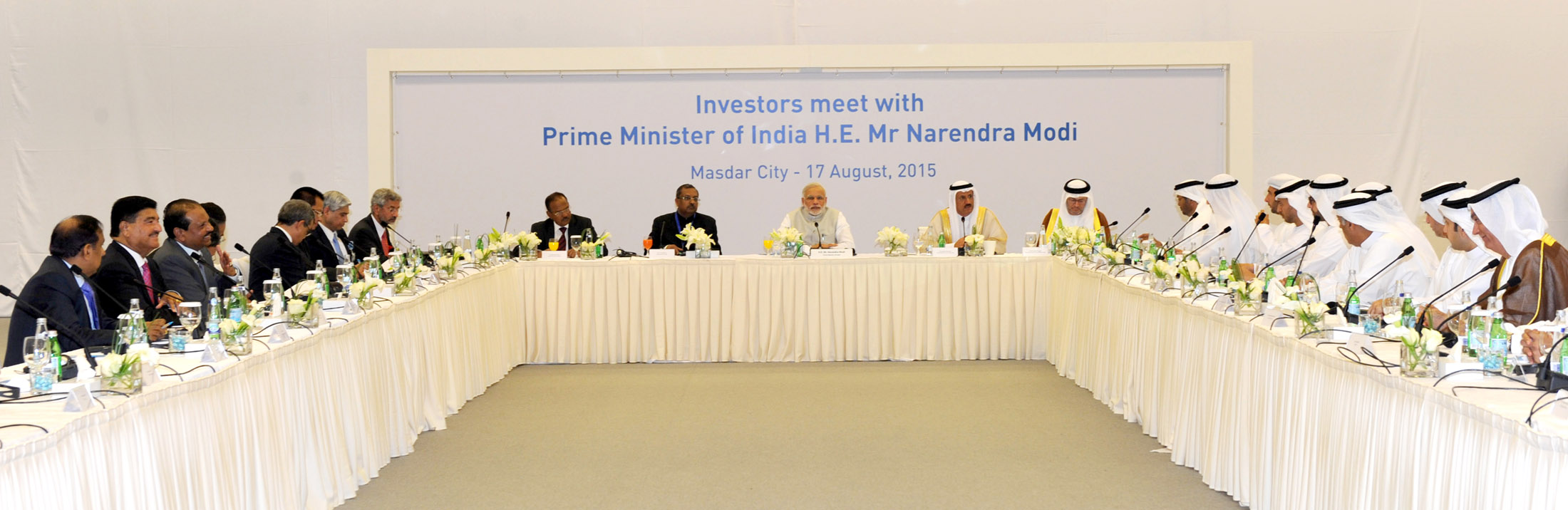
Investoren-Konferenz in Masdar City am 17. August 2015, u. a. mit dem indischen Premierminister Narendra Modi

Nach ersten Plänen sollte Masdar City 2016 fertiggestellt sein; seit Januar 2010 ist jedoch bekannt, dass sich die Gesamtfertigstellung mindestens bis 2025 verzögern wird. Bis 2017 wurden 13 Gebäude errichtet, was ca. 5 % der Baumaßnahmen entspricht. Es ist fraglich, ob das Projekt jemals fertig wird; dennoch hält Masdar-Geschäftsführer Sultan Ahmed Al Jaber an dem Projekt fest, welches mittlerweile bis 2030 realisiert sein soll. Immerhin entstand eine 10-MW-Photovoltaikanlage mit einer Fläche von über 22 Hektar, welche zusammen mit den 1-MW-Dachanlagen des Instituts ca. 19,1 GWh jährlich erzeugt.
Seit Mai 2009 liefen die Arbeiten am Fundament des Hauptquartiers der Ökostadt. Das Masdar Institute der Technischen Hochschule eröffnete zum Semester 2010/2011 mit 170 handverlesenen postgraduierten Studenten. 2016 lebten dort 300 Studenten kostenlos, während weniger als 2000 Menschen auf dem Campus arbeiten. Aus dem Projektumfeld ist zu hören, dass sich der wichtige städtebauliche Teil des Projektes in der Schwebe befinde; als Haupthindernis erweise sich die fehlende Planungssicherheit infolge der autokratischen Führung des Landes, Vereinbarungen könnten von der herrschenden Familie des Emirs jederzeit widerrufen werden.

## Kritik
Kritiker bemängeln eine Milchmädchenrechnung bei dem Konzept einer CO2-neutralen Ökostadt am Beispiel von Masdar City. Da die Stadt über den Clean Development Mechanism finanziert werden soll, bedeutet dies, dass die eingesparten Treibhausgas-Emissionen Masdars als sogenannte Certified Emissions Reductions zertifiziert und verkauft werden. Der Käufer darf dann die Emissionen seinerseits emittieren. Zur Berechnung der Reduktion wird eine Stadt angenommen, wie sie in dieser Region „normalerweise“ gebaut würde. Die Differenz zwischen den geschätzten Emissionen dieser hypothetischen Stadt und den tatsächlichen Emissionen Masdars wird als Reduktionsleistung zertifiziert. Da die Vereinigten Arabischen Emirate das Land mit den weltweit zweithöchsten Pro-Kopf-Emissionen sind (28,2 Tonnen CO2 pro Person im Jahr 2007), wird Masdar unter dem Strich auch besonders viele Treibhausgas-Emissionen pro Einwohner verursachen.